# Morsains
Morsains ist eine französische Gemeinde mit 149 Einwohnern (Stand: 1. Januar 2022) im Département Marne in der Region Grand Est (vor 2016 Champagne-Ardenne). Sie gehört zum Arrondissement Épernay und zum Kanton Sézanne-Brie et Champagne.

## Geografie
Morsains liegt etwa 96 Kilometer ostsüdöstlich des Pariser Stadtzentrums. Das Gemeindegebiet wird vom Flüsschen Ru de Bonneval durchquert. Umgeben wird Morsains von den Nachbargemeinden Rieux im Norden und Nordwesten, Mécringes im Norden und Nordosten, Le Gault-Soigny im Osten, Les Essarts-lès-Sézanne im Südosten, Champguyon im Süden sowie Tréfols im Westen.

## Bevölkerungsentwicklung
| Jahr                       | 1962 | 1968 | 1975 | 1982 | 1990 | 1999 | 2006 | 2011 | 2018 |
| -------------------------- | ---- | ---- | ---- | ---- | ---- | ---- | ---- | ---- | ---- |
| Einwohner                  | 151  | 121  | 108  | 75   | 82   | 106  | 104  | 124  | 134  |
| Quellen: Cassini und INSEE |      |      |      |      |      |      |      |      |      |

## Sehenswürdigkeiten

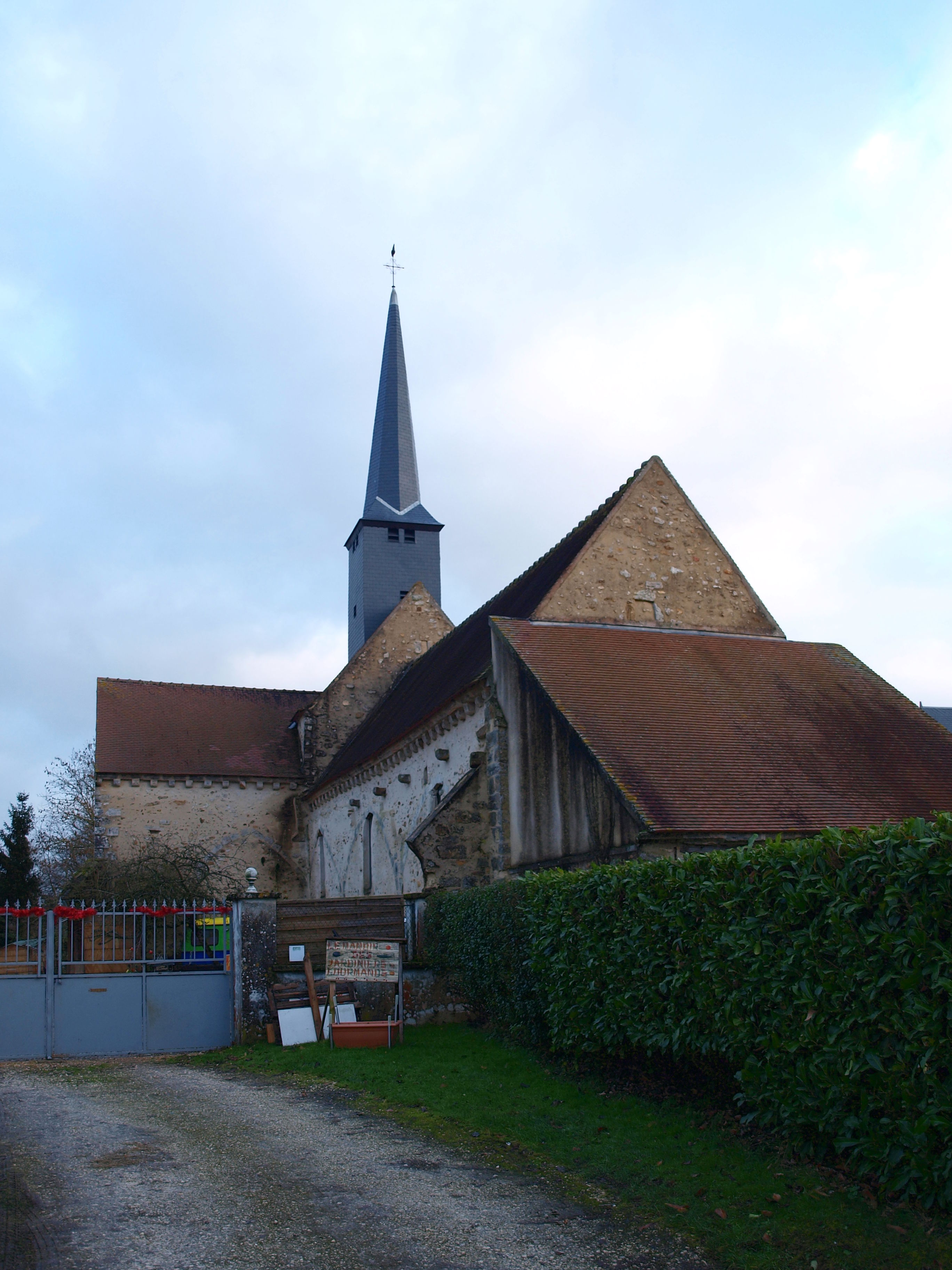
Kirche Saint-Denis
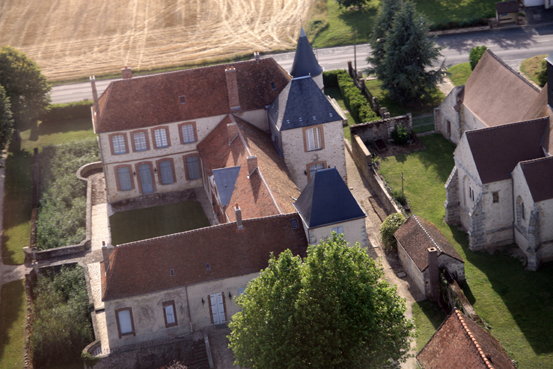
Schloss Morsains

- Kirche Saint-Denis
- Schloss Morsains

## Persönlichkeiten
- Jean Yanne (1933–2003), Schauspieler und Schriftsteller